# 電源切換開關

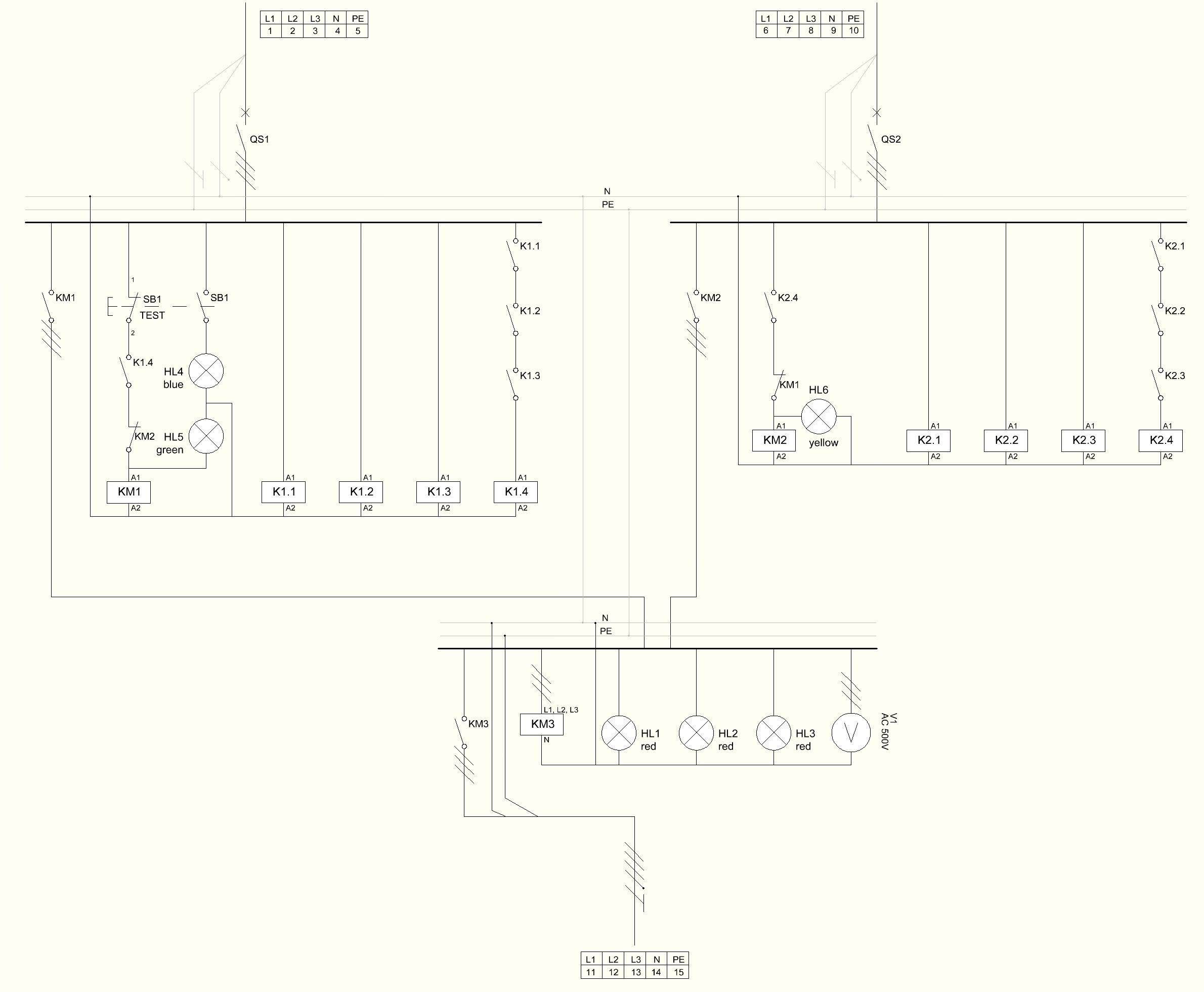
三相轉換開關單線圖

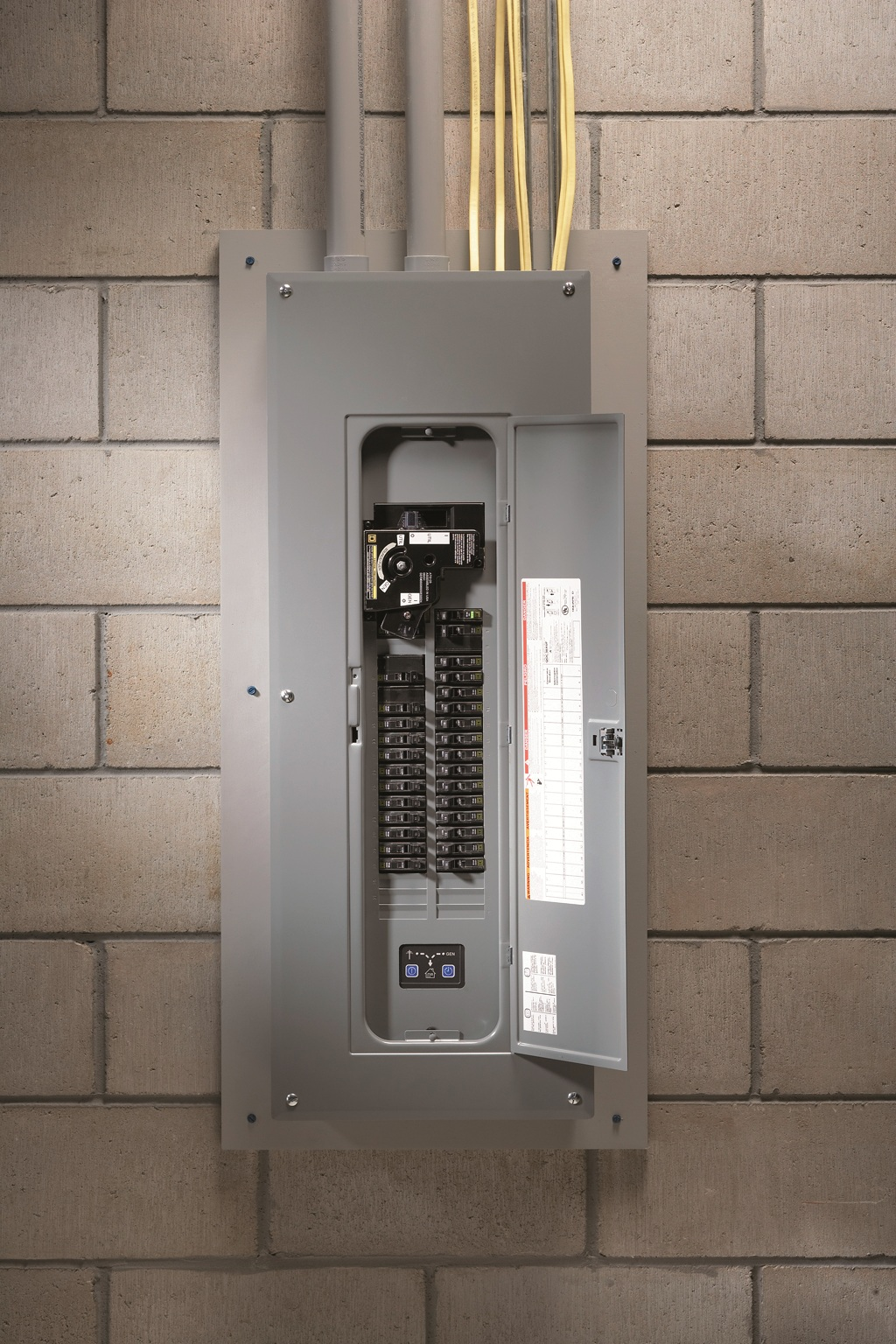
智慧型轉換開關

電源切換開關（Transfer switch），是一種將負載線路由一電源切換至另一電源的電源迴路切換裝置。又分為手動與自動兩種。自動電源切換開關（Automatic Transfer Switch），簡稱 ATS，能夠在遇到斷電或停電的時候，自動切換到備用電源，因此能夠繼續正常供電。ATS 常用於醫院、銀行、電信機房、大廈、軍事設施等，需要緊急供電系統的場所。

## 轉換開關的操作
除了將負載轉移到備用發電機之外，ATS 還可以根據主電源上監控的電壓命令備用發電機啟動。當發電機開啟並提供臨時電力時，轉換開關將備用發電機與市電隔離。轉換開關的控制能力可以是純手動的，也可以是自動和手動的組合。轉換開關的開關轉換模式可以是開路轉換（OT）（通常類型）或閉合轉換（CT）。
自動轉換開關（ATS）通常安裝在備用發電機所在的位置，以便在市電發生故障時發電機可以提供臨時電力。在配備備用發電機和ATS的家庭中，當發生電力中斷時，ATS 會告訴備用發電機啟動。一旦 ATS 發現發電機已準備好提供電力，ATS 就會斷開家庭與電力公司的連接，並將發電機連接到家庭的主配電板。發電機為家庭電力負載供電，但不連接到電力線路。有必要將發電機與配電系統隔離，以保護發電機在為房屋內的負載供電時不會過載並確保安全，因為公用事業工作人員預計線路會斷電。
當市電恢復最短時間時，轉換開關會將房屋轉回市電後命令發電機關閉。

## 標準
- IEC 60947-6-1 - Low-voltage switchgear and controlgear - Part 6-1: Multiple function equipment - Transfer switching equipment